# Il tormento e l'estasi (film)
Il tormento e l'estasi (The Agony and the Ecstasy) è un film del 1965 diretto da Carol Reed. È basato sul romanzo omonimo di Irving Stone.
Il film costò 10 milioni di dollari e ne incassò solamente 4. Ottenne però varie nomination agli Oscar e fu perlopiù apprezzato da critici e appassionati dei kolossal in costume.

## Trama
Nello splendore dell'Italia rinascimentale, il geniale artista Michelangelo Buonarroti sta scolpendo alcune delle quaranta statue per la monumentale tomba che papa Giulio II gli ha dato incarico di realizzare per lui, quando improvvisamente viene incaricato dallo stesso pontefice di realizzare un grande affresco sul soffitto della Cappella Sistina. Michelangelo accoglie la commissione con indifferenza ritenendosi prima di tutto uno scultore e non un pittore e, pur impegnandosi con tutto sé stesso, si rende conto che il progetto che il Papa secondo i dettami dell'epoca desidera non lo ispira. E quindi dapprima si ammala e poi tenta di fuggire ed abbandonare per sempre quell'opera.
Durante il suo volontario esilio, braccato dalle guardie, Michelangelo però ritrova al fine la giusta ispirazione e ritorna dal Papa per completare l'opera. Durante i lavori la geniale creatività di Michelangelo si scontra con i dettami della curia romana del tempo, ma egli saprà ritrovare nella sua opera la forza per andare contro le convenzioni per donare all'umanità uno dei più grandi capolavori della storia della pittura internazionale.

## Temi

### Il processo pittorico di Michelangelo
Il film illustra in più fasi il completo processo pittorico prescelto da Michelangelo. Egli si definisce fin dall'inizio uno scultore e non un pittore, dimostrandosi riluttante nel completare l'opera della Cappella Sistina. Senza precedente interesse nella pittura, la prestigiosa commissione pubblica offerta a Michelangelo dal papa-autocrate rappresenta un insormontabile cambiamento per l'ambizioso artista toscano.
La tecnica del buon fresco prescelta da Michelangelo viene illustrata in due fasi nel film, prima e dopo la distruzione degli affreschi preparati inizialmente. Anche la preparazione del colore viene realizzata con il pestare gli elementi naturali così come avveniva sino all'invenzione dei colori chimici in epoca moderna.

### Il rapporto tra Michelangelo e Giulio II
Le relazioni tra Michelangelo e Giulio II furono un continuo contenzioso, senza dubbio, due forti personalità che si scontrarono su un progetto di lunga durata preposto naturalmente a contrapporre il loro amore per l'arte, per loro stessi e per la Chiesa. Michelangelo vive anche nel film le pressioni creategli dal dover operare con altri giganti del suo tempo come Leonardo da Vinci o Raffaello, mentre Giulio II è pressato dalla necessità di salvare la cristianità e Roma dalle potenze internazionali (specialmente il Regno di Francia).
Nel film la rappresentazione e la reputazione del papa è più quella di un soldato che di un santo pontefice, gettando così luci e ombre sulla sua figura.

## Colonna sonora
La colonna sonora del film è stata realizzata dal celebre compositore Alex North, il quale ha svolto una ricerca particolareggiata per ritrovare i suoni e le musiche dell'epoca, avvalendosi anche di musiche da chiesa e tradizionali dell'epoca rinascimentale; in particolare si riconoscono il canto popolare L'homme armé per la scena della taverna, il tema La bataille di Clément Janequin per l'ingresso di Giulio II in città dopo il combattimento ed il Cantate Domino di Hans Leo Hassler. Quest'ultimo brano costituisce però un anacronismo in quanto il musicista tedesco (1564-1612), nacque molto tempo dopo i fatti della Cappella Sistina e compose il brano in un periodo evidentemente ancora più lontano dagli eventi rappresentati nel film.

## Luoghi del film
Gran parte delle scene del film sono state girate in Italia per una maggiore adesione con i luoghi descritti nelle vicende e per gli scenari unici tipici della penisola.
Molte scene del film sono ambientate, ovviamente, nella Cappella Sistina: esse non furono girate però all'interno del vero monumento michelangiolesco, bensì in una copia in sezioni a grandezza naturale ricostruita negli studi di Cinecittà a Roma, utilizzando per il soffitto delle enormi riproduzioni fotografiche. Questo si rese necessario perché il Vaticano vietò categoricamente che un luogo di culto divenisse studio cinematografico.
Il luogo dove Michelangelo sceglie il marmo per le sue sculture è stato girato nelle cave di Seravezza, presso le Alpi Apuane in Toscana dove appunto si trovano ancora oggi le storiche cave di marmo utilizzate sin dai tempi dei romani e sfruttate anche dallo stesso Michelangelo per le sue opere.
Piazza San Pietro così come si sarebbe potuta presentare nel 1508 (visibile soprattutto nella scena in cui il pontefice fa il suo ingresso in città) venne ricreata sfruttando una delle più belle piazze medievali italiane: Piazza del Popolo a Todi, in Umbria.
Il paese occupato in armi dalle truppe pontificie al comando di papa Giulio II è Montoro, frazione di Narni (sempre in Umbria, ma in provincia di Terni) .
Le riprese del film, con un budget di 10 milioni di dollari, si sono svolte tra il giugno e il settembre 1964 in Italia. Il film uscì negli Usa il 7 ottobre 1965 e gli incassi furono di circa 4 milioni di dollari.

## Incongruenze storiche
- Contrariamente all'iconografia classica, papa Giulio II viene presentato nel film senza la caratteristica barba, questo perché l'attore Rex Harrison si rifiutò categoricamente di farsela crescere per il film.
- I lavori di Michelangelo alla Cappella Sistina ebbero inizio nel 1508 e il cardinale Giovanni de Medici (figlio di Lorenzo il Magnifico e futuro papa Leone X) all'epoca avrebbe dovuto avere trentatré anni, mentre Adolfo Celi che lo impersona nella pellicola, all'epoca ne aveva dieci di più. Ancora più clamoroso è il caso del duca Francesco Maria I Della Rovere che all'epoca dei fatti aveva appena 18 anni mentre l'attore Alberto Lupo che lo impersona nel film aveva all'epoca 41 anni.
- Seppur sottilmente, per tutto il film si fanno frequenti allusioni ad una possibile storia d'amore o perlomeno infatuazione tra Michelangelo e Contessina de' Medici. Ad ogni modo non esistono prima del 1845 notizie di una possibile storia d'amore tra i due, per cui si tratta probabilmente di una leggenda nata in epoca romantica, raccolta comunque come veritiera dal regista.

## Riconoscimenti

### Vinti
- 1965 — National Board of Review of Motion Pictures
  - National Board Review Top Ten Films
  - Miglior attore non protagonista a Harry Andrews (ex aequo per La collina del disonore)
- 1966 — David di Donatello
  - Miglior produttore straniero a 20th Century Fox

### Candidature
- 1966 — Premio Oscar
  - Migliore scenografia a John DeCuir, Jack Martin Smith e Dario Simoni
  - Migliore fotografia a Leon Shamroy
  - Migliori costumi a Vittorio Nino Novarese
  - Migliore colonna sonora a Alex North
  - Miglior sonoro a James Corcoran
- 1966 — Golden Globe
  - Miglior attore in un film drammatico a Rex Harrison
  - Migliore sceneggiatura a Philip Dunne
- 1966 — Laurel Awards
  - Miglior performance drammatica maschile a Rex Harrison